# Espiões atômicos

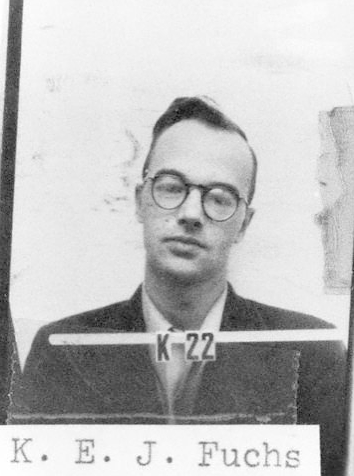
Klaus Fuchs, possivelmente o mais importante dos "espiões atômicos" devido ao seu grande acesso a dados científicos de alto nível e sua capacidade de decifrá-los através de seu conhecimento técnico.

Os Espiões atômicos foram pessoas dos Estados Unidos, Grã-Bretanha e Canadá, conhecidas por terem dado ilegalmente informações sobre a produção de armas nucleares e design delas para a União Soviética durante a Segunda Guerra Mundial e Guerra Fria. O conteúdo exato da informação e a lista completa de espiões continua sendo uma questão de debate acadêmico, e em alguns casos é sabido que vários testemunhos ou confissões foram falsificados. A atividade desses espiões constitui o melhor caso documentado e conhecido de espionagem nuclear na história do armamento atômico.
Durante o início da concepção de dispositivos nucleares, houve um movimento entre os cientistas para compartilhar suas informações com a comunidade científica mundial, que foi fortemente banido pelo governo dos Estados Unidos. Atualmente, a aparente transferência voluntária de tecnologia nuclear e informação para Irã, Líbia e Coréia do Norte e, possivelmente, outros governos por Abdul Quaresma Khan, um cientista paquistanês que é considerado um herói nacional por seu papel na construção do arsenal nuclear do Paquistão, ainda não foi suficientemente investigada, e há algum debate sobre se o termo "espião atômico" pode ser aplicado a espiões que agiram fora do período da Guerra Fria, como o referido Khan e o físico argentino americano Leonardo Mascheroni.
A confirmação da espionagem foi descoberta pelo Projeto Venona, que interceptou e decifrou vários relatórios de espionagem Soviética enviados durante e após a Segunda Guerra Mundial. Estes relatórios forneceram pistas sobre a identidade de vários espiões nas instalações governamentais de Los Alamos e em outros lugares, alguns dos quais nunca foram identificados. Vários destes relatórios não puderam ser utilizados por razões de sigilo estatal durante os ensaios de espiões capturados no 1950. A maioria dos relatórios sobre a atividade dos espiões atômicos vêm dos arquivos soviéticos, que foram brevemente abertos aos investigadores após a queda da União Soviética.